# Сан-Марцано-суль-Сарно
Сан-Марцано-суль-Сарно (итал. San Marzano sul Sarno) — коммуна в Италии, располагается в регионе Кампания, в провинции Салерно, на берегах реки Сарно.
Население составляет 9433 человека, плотность населения составляет 1887 чел./км². Занимает площадь 5 км². Почтовый индекс — 84010. Телефонный код — 081.
Покровителем коммуны почитается святой Власий Севастийский, празднование 3 февраля.